# 楊繹
杨绎，字同甫，山西沁县人，清朝政治人物，同進士出身。杨尤奇之子。
雍正八年（1730年）庚戌科进士，任陕西盩厔縣知縣。